# آیوار روسنبرگ
آیوار روسنبرگ (استونیایی: Aivar Rosenberg؛ زادهٔ ۱۴ سپتامبر ۱۹۶۲) سیاستمدار و نماینده سابق مجلس اهل استونی است.